# Hada madrina

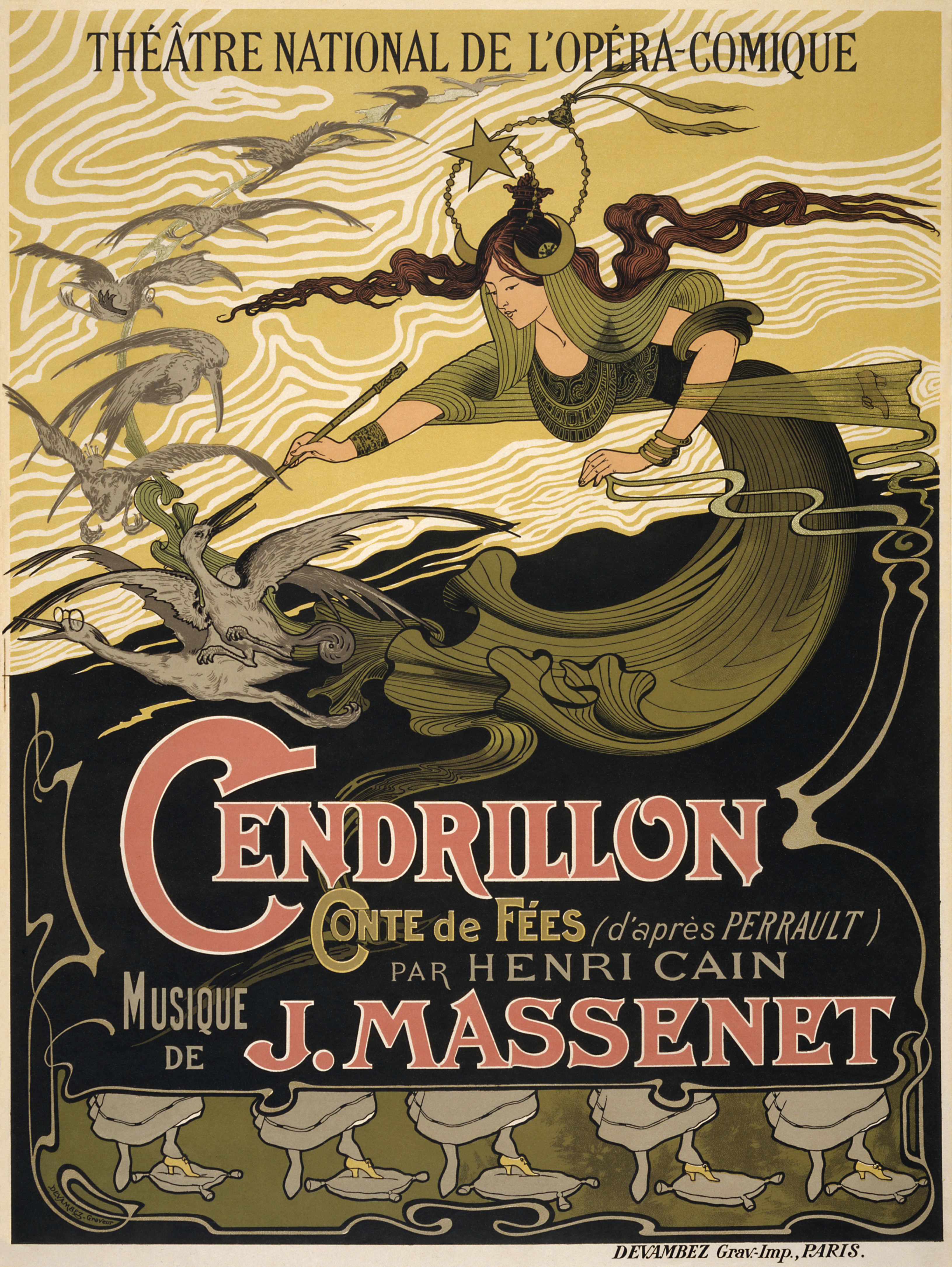
Cartel para Cendrillon de Jules Massenet (Basado en la Cenicienta de Perrault) mostrando Hada Madrina del personaje del título.

En los cuentos de hadas, un hada madrina (en francés: fée marraine) es un hada con poderes mágicos que actúa como un mentor o progenitor de alguien, en el papel en el que se esperaba jugara un padrino de bautizo en muchas sociedades. En La Cenicienta y La bella durmiente de Charles Perrault, el autor concluye el cuento con la moral cínica de que las ventajas personales no serán suficientes sin conexiones adecuadas. El Hada madrina es un caso especial del donante mágico.

## En cuentos de hadas y leyendas

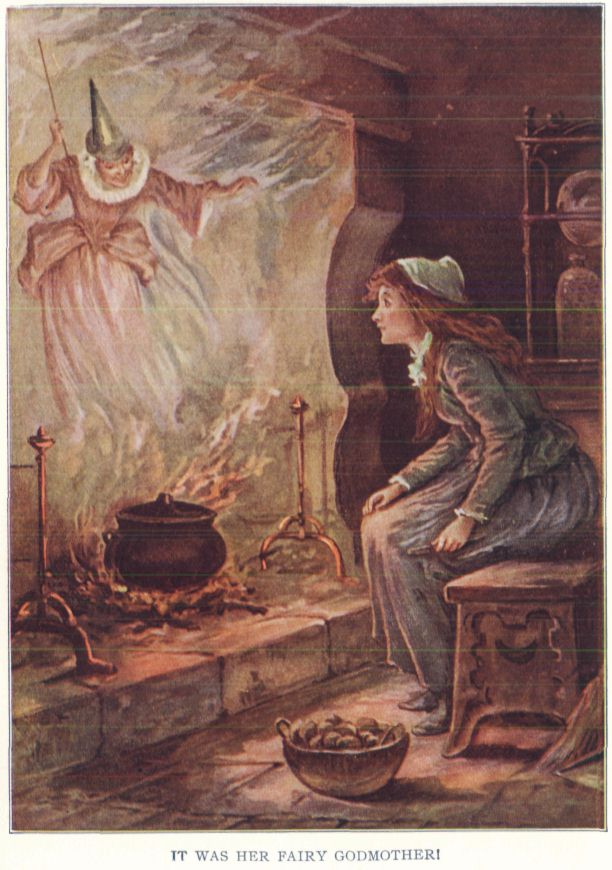
Ilustración de Cenicienta (edición publicada en 1909) realizada por Oliver Herford.

Las Hadas madrinas reales son poco frecuentes en los cuentos de hadas, pero se convirtieron en figuras familiares debido a la popularidad de los cuentos de Hadas literarios de Madame d'Aulnoy y otras précieuses, y Charles Perrault. Muchos otros auxiliares sobrenaturales aparecen en los cuentos de Hadas; éstos incluyen varios tipos de animales y el espíritu de una madre muerta. El Hada Madrina tiene sus raíces en las figuras de las Parcas; esto es especialmente claro en La Bella Durmiente, donde una decretó su destino, y se asocian con el hilado.
En los cuentos del preciosismo y sucesores posteriores, el hada madrina actúa de una forma atípica para las Hadas en la creencia folclórica;  en los cuentos literarios, están preocupadas por el carácter y el destino de sus protegidos humanos, mientras que las Hadas del folclore tenían sus propios intereses.
Típicamente, el protegido del Hada Madrina es un príncipe o princesa y protagonista de la historia, y la madrina usa su magia para ayudar o su sabiduría para aconsejar. El ejemplo más conocido es probablemente el Hada Madrina de Cenicienta de Charles Perrault. Ocho Hadas Madrinas aparecen en La bella durmiente de Charles Perrault; en la versión de los Hermanos Grimm titulada Dornröschen (Pequeña Zarzarrosa) las trece Hadas Madrinas se llaman Mujeres sabias. La popularidad de estas versiones llevó a que esto fuera ampliamente considerado un motivo común de cuento de Hadas, si bien son menos comunes que en otros cuentos.
De hecho, las Hadas Madrinas de La Bella Durmiente de Perrault fueron añadidas; tales figuras no aparecen en su fuente, "Sole, Luna, e Talia" de Giambattista Basile. En la variante de los Hermanos Grimm de Cenicienta, Aschenputtel no es ayudada por su Hada Madrina, sino por su madre muerta. Una gran variedad de otras figuras también puede tomar este lugar. Se la presenta como amable, gentil y dulce.

## Preciosismo
En las obras literarias del preciosismo francés, las "Hadas Madrinas" actuaban como lo hubieran hecho madrinas de Bautismo, otorgando beneficios para sus ahijados, y esperando sólo respeto a cambio.
Madame d'Aulnoy creó  un Hada Madrina para la hermanastra malvada en su cuento de Hadas El pájaro azul; en esta posición, los intentos del Hada Madrina para lograr el matrimonio de su ahijada y el héroe de intentos malignos para impedir su matrimonio con la heroína. Del mismo modo, en su The White Doe, el hada madrina ayuda a la princesa malvada a vengarse de la heroína. En Finette Cendron, el hada madrina es la heroína, pero después de ayudarla en la primera parte de la historia, ella se ofende cuando Finette Cendron no toma su consejo, y Finette debe trabajar a través de la segunda parte con poca ayuda de su hada.
En la piel de oso, de Henriette-Julie de Murat, la heroína tiene un hada madrina, pero ella se ofende porque el matrimonio de la heroína se arregló sin consultarla, y se niega a ayudar.